# Sénat coutumier
Nouméa
Le Sénat coutumier est la principale instance coutumière de Nouvelle-Calédonie. Il a remplacé l'ancien conseil consultatif coutumier en 1999. Son siège se situe à Nouméa, dans le quartier de Nouville.

## Compétences
Le Sénat coutumier est compétent sur les questions touchant à la coutume et au statut personnel des Kanaks :
- il constate la désignation des autorités coutumières ;
- il délibère sur les projets de lois du pays qui touchent à l'identité kanak (signes identitaires, statut civil coutumier, régime des terres coutumières, modalités d’élection du Sénat coutumier et des conseils coutumiers) et peut faire une contre-proposition au Congrès ;
- il est consulté par le président du gouvernement, le président du Congrès ou une assemblée de province sur les délibérations relatives à l’identité kanak ou autre ; il peut être consulté par le Haut-commissaire sur les questions relevant de la compétence de l’État. Dans ce cas, le Sénat dispose de deux mois ;
- il peut consulter les conseils coutumiers ;
- il peut faire des propositions au Congrès, au gouvernement ou à une province.

## Composition
Le Sénat est composé de seize membres, soit deux représentants pour chaque aire coutumière. Leur mode de désignation est laissé au libre choix de chacun des conseils coutumiers. Depuis 2005, la loi organique laisse la possibilité d'organiser une élection dans une aire coutumière.

### Bureau
La présidence du Sénat coutumier est tournante entre les aires coutumières chaque année. Le président est désigné chaque année entre les deux sénateurs représentants l'aire concernée. Chacun des autres postes du bureau du Sénat est confié aux deux sénateurs d'une même aire.

#### Bureau actuel
Depuis le 24 août 2024 et jusqu'à septembre 2025, le bureau du Sénat coutumier est ainsi constitué :
- président : Éloi Aguetil Mahe Gowé (Pays Ajië-Aro)
- 1er vice-président : Samuel Ihage (Pays Drehu)
- 2e vice-président : Mizaël Poapidawa (Pays Paici-Camuki)
- porte-parole : Victor Gogny (Pays Iaai)

#### Historique des présidents
Depuis 1999, les présidents du Sénat coutumier ont été :
- 1999-2000 : André Thean-Hiouen, aire Hoot Ma Waap.
- 2000-2001 : Jean Wanabo, aire Iaai.
- 2001-2002 : Georges Mandaoué, aire Ajië-Aro.
- 2002-2003 : Pierre Zéoula, aire Drehu.
- 2003-2004 : Gabriel Poadae, aire Paici-Camuki.
- 2004-2005 : Paul Trorune Djewine, aire Nengone.
- 2005-2006 : Gabriel Païta, aire Djubéa-Kaponé.
- 2006-2007 : Jean-Guy M'Boueri, aire Xaracuu.
- 2007-2008 : Albert Wahoulo, aire Hoot Ma Waap.
- 2008-2009 : Ambroise Doumaï, aire Iaai.
- 2009-2010 : Julien Boanemoi, aire Ajië-Aro.
- 2010-2011 : Pascal Sihazé, aire Drehu.
- 2011-2012 : Samuel Goromido, aire Paici-Camuki.
- 2012-2013 : Luc Wema, aire Ajië-Aro.
- 2013-2014 : Paul Vakié, aire Djubéa-Kaponé.
- 2014-2015 : Jean Ignace Käys, aire Xaracuu.
- 2015-2016 : Gilbert Téin, aire Hoot Ma Waap.
- 2016-2017 : Joanny Chaouri, aire Iaai.
- 2017-2018 : Pascal Sihazé, aire Drehu, contesté par certains coutumiers et Paul Trorune Djewine, de l'aire Nengone.
- 2018-2019 : Clément Grochain, aire Paici-Camuki.
- 2019-2020 : Hippolyte Wakewi Sinewami-Htamumu, aire Nengone.
- 2020-2021 : Justin Gaïa, aire Djubéa-Kaponé.
- 2021-2022 : Yvon Kona, aire Xaracuu.
- 2022-2023 : Hugues Vhemavhe, aire Hoot Ma Waap, destitué par une majorité de sénateurs le 10 février 2023 .
- 2023-2024 : Victor Gogny, aire Iaai, élu en remplacement de Hugues Vhemavhe qui conteste toutefois sa révocation  puis confirmé pour un mandat d'un an en septembre 2023[2].
- 2024-2025 : Éloi Aguetil Mahe Gowé, aire Ajië-Aro.

### Membres

#### 2005-2010
- Ajië-Aro : 
  - Georges Mandaoué (proche du syndicat USTKE et membre du Parti travailliste, président du Sénat coutumier de 2001 à 2002) puis Dick Meureureu-Goin (conseiller municipal FLNKS-UNI de Poya)
  - Julien Boanemoi (président du Sénat coutumier de 2009 à 2010).
- Djubéa-Kaponé : 
  - Christophe Gnibekan
  - Gabriel Païta (président du Mouvement chiraquien des Démocrates-chrétiens et ancien président du Sénat coutumier de 2005 à 2006).
- Drehu : 
  - Paul Sihazé (grand-chef du district de Wetr) puis, après son décès en 2008, son fils Pascal Sihazé
  - Pierre Zéoula (grand-chef du district de Gaïtcha, ancien président du Sénat coutumier de 2002 à 2003, décédé en janvier 2017).
- Hoot Ma Waap : 
  - André Théan-Hiouen (grand-chef d'Arama à Poum, membre de l'UC et premier président du Sénat coutumier de 1999 à 2000)
  - Albert Wahoulo (ancien président du Sénat coutumier de 2007 à 2008).
- Iaai : 
  - Ambroise Doumaï (grand-chef du district de Mouli, ancien président du Sénat coutumier de 2008 à 2009)
  - Jean-Marie Gnavit (président du conseil des anciens de la tribu d'Eot - Saint-Joseph).
- Nengone : 
  - David Buama Sinewami (grand-chef de La Roche)
  - Paul Trorune Djewine (représentant du grand-chef de Wabao, ancien président du Sénat coutumier de 2004 à 2005).
- Paici-Camuki : 
  - Clément Grochain
  - Gathélia Wabealo.
- Xaracuu : 
  - Jean-Guy M'Boueri (ancien président du Sénat de 2006 à 2007)
  - Bergé Kawa.

#### 2010-2015
- Ajië-Aro : exerce le porte-parolat pour l'année 2010[2011, l'un de ses sénateurs ne devait plus obtenir la présidence tournante de l'institution avant 2017 mais les problèmes persistants à Maré ont poussé les membres de l'institution à se tourner vers cette aire pour la présidence pour l'année 2012-2013 ;
  - Luc Wema (membre du Rassemblement-UMP de Houaïlou, président du Sénat coutumier pour 2012-2013)
  - Dick Meureureu-Goin (conseiller municipal FLNKS-UNI de Poya).
- Djubéa-Kaponé : obtient la présidence tournante pour l'année 2013-2014 :
  - Octave Togna (fondateur en 1985 de la radio indépendantiste Radio Djiido qu'il a dirigé jusqu'en 1998, puis directeur général de l'ADCK de 1989 à 2006, membre du Conseil économique et social local et président de la commission du grand débat sur l'avenir de l'école néo-calédonienne depuis 2010, membre du FLNKS-UC et d'« Ouverture citoyenne » de Louis Mapou)
  - Paul Vakié (membre du FLNKS-UC de l'Île des Pins, ancien conseiller municipal, ancien président du Sénat coutumier pour 2013-2014)
- Drehu : exerce la présidence pour l'année 2010-2011
  - Pascal Sihazé (diacre catholique de l'église de Hnathalo, frère du grand-chef du district de Wetr, président du Sénat coutumier d'août 2010 à août 2011)
  - Pierre Zéoula (grand-chef du district de Gaïtcha, ancien président du Sénat coutumier de 2002 à 2003).
- Hoot Ma Waap : obtiendra la présidence tournante pour l'année 2015-2016 : 
  - René Boaouva (conseiller municipal UNI de Poum)
  - Pombeï Paeten-Whaap (directeur de l'internat privé protestant de Do Kamo de 1986 à 2010, originaire de Koumac).
- Iaai : obtiendra la présidence tournante pour l'année 2016-2017 ;
  - Ambroise Doumaï (grand-chef du district de Mouli, ancien président du Sénat coutumier de 2008 à 2009)
  - Daniel Waessaou Nigote (petit chef de la tribu de Wadrilla).
- Nengone : détient la 2e vice-présidence du Sénat coutumier pour l'année 2010-2011, devait obtenir la présidence tournante pour l'année 2012-2013 mais les évènements de Maré de 2011 étant jugé trop récents par les autres sénateurs, ceux-ci se tournent vers une autre aire pour la présidence de cette année ;
  - David Buama Sinewami (grand-chef de La Roche)
  - Paul Trorune Djewine (représentant du grand-chef de Wabao, ancien président du Sénat coutumier de 2004 à 2005).
- Paici-Camuki : détient la 1re vice-présidence du Sénat coutumier pour l'année 2010-2011, et la présidence tournante pour l'année 2011-2012 : 
  - Samuel Goromido (vice-président de l'aire Paici-Camuki, président du conseil des clans de la tribu de Netchaot à Koné et de l'association du festival du film international du cinéma documentaire des peuples Anûû-rû Âboro, président du Sénat coutumier pour 2011-2012)
  - Armand Goroboredjo (sculpteur et formateur en sculpture, originaire de la tribu de Ometteux à Poindimié).
- Xaracuu : obtient la présidence tournante pour l'année 2014-2015 : 
  - Jean Ignace Käys (conseiller municipal FLNKS de Boulouparis, chargé de mission au conseil d'aire, président du Sénat coutumier pour 2014-2015)
  - Joseph Nékaré (membre de la commission permanente du conseil d'aire pour le district de Bwérédy à Thio).

#### 2015-2020
- Ajië-Aro : doit obtenir la présidence tournante pour 2024-2025 : 
  - Éloi Boehe (membre du FLNKS-Palika, ancien maire UC de Houaïlou de 83 à 89), décédé le 17 juin 2018, remplacé par Luc Wema (membre du Rassemblement de Houaïlou, ancien président du Sénat coutumier de 2012 à 2013)
  - Mickaël Meureureu-Gowé (membre du FLNKS-UPM, ancien maire de Poya de 83 à 88, ancien président du conseil coutumier de l'aire Ajië-Aro de 2006 à 2008), décédé le 16 décembre 2016, remplacé par Julien Boanemoi (conseiller municipal FLNKS-UC de Bourail, de la tribu d'Azareu, président du Sénat coutumier de 2009 à 2010).
- Djubéa-Kaponé : doit obtenir la présidence tournante pour l'année 2021-2022 :
  - Roch-Alphonse Wamytan (membre du FLNKS-UC de la tribu de Saint-Louis)
  - Victor Akapo (membre du FLNKS-Palika, conseiller municipal de Yaté, de la tribu de Touaourou)
- Drehu : a exercé la présidence tournante pour l'année 2017-2018
  - Pascal Sihazé (diacre catholique de l'église de Hnathalo, frère du grand-chef du district de Wetr, président du Sénat coutumier d'août 2010 à août 2011), remplacé le 16 octobre 2018 par Samuel « Sammy » See Ihage (gendarme à la retraite, ancien otage puis négociateur lors de la prise d'otages d'Ouvéa en 88, chef de clan de Luecila dans le district de Wet, gérant d'une exploitation agricole bio et président de l'association Lifou Tourisme).
  - Pierre Zéoula (grand-chef du district de Gaïtcha, ancien président du Sénat coutumier de 2002 à 2003), remplacé le 22 décembre 2016 par Roméo Zéoula (fils du précédent, frère du nouveau grand-chef du district de Gaïtcha, musicien traditionnel), remplacé le 23 août 2018 par Jean-Louis Boula (frère et porte-parole du grand-chef du district de Loessi).
- Hoot Ma Waap : a exercé la présidence tournante pour l'année 2015-2016 : 
  - Gilbert Téin (militant du FLNKS-UC de Hienghène, conteur et musicien considéré comme un des fondateurs du Kaneka, vice-président du conseil coutumier de l'aire Hoot Ma Waap, de la tribu de Bas-Coulna, ancien président du Sénat coutumier pour 2015-2016)
  - Barnabé Pébou-Polaéoué (militant du FLNKS-Palika de Ouégoa, ancien chef de la tribu de Pouembanou).
- Iaai : a exercé la présidence tournante pour l'année 2016-2017 : 
  - Joanny Chaouri (de la tribu d'Ognahut, président du Sénat coutumier pour 2016-2017)
  - Francis Hweillia (de la tribu de Fayaoué).
- Nengone : a exercé la présidence tournante pour l'année 2019-2020 : 
  - David Buama Sinewami (grand-chef de La Roche), remplacé après son décès en mars 2019 par son fils Hippolyte Wakewi Sinewami-Htamumu (fils de l'ancien grand-chef de La Roche, frère de Maryline Sinewami du FLNKS-UC dont la liste a remporté la mairie de Maré en juin 2020, président du Sénat coutumier de 2019 à 2020)
  - Paul Trorune Djewine (représentant du grand-chef de Wabao, ancien président du Sénat coutumier de 2004 à 2005 et président concurrent du Sénat coutumier de 2017 à 2018).
- Paici-Camuki : a exercé la présidence tournante pour l'année 2018-2019 : 
  - Jean Eurisouké (militant du FLNKS-UPM de Ponérihouen, grand-chef du district de Monéo), remplacé le 3 août 2018 par Clément Grochain (membre de la tribu de Grochain, Ponérihouen, président du Sénat coutumier de 2018 à 2019)
  - Jacques Thy (Poindimié), remplacé le 3 août 2018 par Gustave Waka-Céou (ancien conseiller régional FULK du Nord et élu du Congrès du Territoire de 1985 à 1988, Poindimié).
- Xaracuu : doit obtenir la présidence tournante pour l'année 2022-2023 : 
  - Cyprien Kawa dit Varaa Poaero (membre du Parti travailliste, de la tribu du Petit-Couli à Sarraméa)
  - Yves Bemaron (membre du FLNKS-Palika de Kouaoua).

#### 2020-2025
- Ajië-Aro : exerce la présidence tournante pour 2024-2025 : 
  - Adrien Diroua (membre du conseil des anciens de la tribu de Table d'Unio, ancien conseiller municipal FCCI de Moindou de 2001 à 2008, ancien président du conseil coutumier de l'aire Ajië-Aro de 2013 à 2016).
  - Éloi Aguetil Mahe Gowé (président du conseil des anciens de la tribu de Gondé dans le district de Haut-Nindhia, conseiller économique, social et environnemental depuis 2020, président du Sénat coutumier depuis août 2024).
- Djubéa-Kaponé : a exercé la présidence tournante pour l'année 2020-2021 :
  - Justin Gaïa (ancien militaire de l'armée de l'air, ancien conseiller municipal RPCR puis L'Avenir ensemble puis Calédonie ensemble de Païta de 2001 à 2020, de la tribu de N'Dé, conseiller économique, social et environnemental depuis 2020, ancien président du Sénat coutumier de 2020 à 2021).
  - Pascal Wadecla (vice-président du conseil des anciens de la tribu de Ouara et porte-parole de la chefferie de l'île Ouen, président du Comité de gestion de l'île Ouen).
- Drehu : doit obtenir la présidence tournante pour 2025-2026
  - Jean-Paul Caeë (de la tribu de Hmeleck dans le district de Lösi).
  - Samuel « Sammy » See Ihage (gendarme à la retraite, ancien otage puis négociateur lors de la prise d'otages d'Ouvéa en 88, chef de clan de Luecila dans le district de Wet, gérant d'une exploitation agricole bio et président de l'association Lifou Tourisme, conseiller économique, social et environnemental de 2019 à 2020).
- Hoot Ma Waap : a exercé la présidence tournante pour l'année 2022-2023 : 
  - Didaco Nonghaï (représentant de la chefferie Mwelebeng à Pouébo, ancien président du conseil coutumier de l'aire Hoot Ma Waap de 2005 à 2010).
  - Hugues Vhemavhe (de la tribu d'Ouaré dans le district Bouarat à Hienghène, membre de l'association de gestion des Aires marines protégées de Hienghène, arbitre de football, ancien président du Sénat coutumier de 2022 à sa destitution en février 2023, conteste cette révocation).
- Iaai : a exercé la présidence tournante pour l'année 2023-2024 mais l'a également exercé pour finir la mandature 2022-2023 : 
  - Victor Gogny (de Mouli, militant du Parti travailliste et de l'USTKE, infirmier scolaire du collège Shéa-Tiaou de Fayaoué, ancien président du Sénat coutumier à la suite de la révocation d'Hugues Vhemavhe de février à septembre 2023 puis de façon normale de septembre 2023 à septembre 2024)
  - Calixte Sivitongo (de Takedji).
- Nengone : doit obtenir la présidence tournante pour l'année 2027-2028 : 
  - Hippolyte Wakewi Sinewami-Htamumu (grand-chef de La Roche depuis 2021, président du Conseil national des grands chefs, frère de Maryline Sinewami du FLNKS-UC dont la liste a remporté la mairie de Maré en juin 2020, ancien président du Sénat coutumier de 2019 à 2020)
  - Stéphane Yeiwéné (représentant de la grande-chefferie de Tadine, militant du FLNKS-UC et ancien militant de l'UC Renouveau, président de l'association des parents d'enfants handicapés de Nengone)
- Paici-Camuki : doit obtenir la présidence tournante pour l'année 2026-2027 : 
  - Mizaël Poapidawa (de la tribu de Saint-Thomas dans le district de Wagap à Poindimié).
  - Maurice Wimian (président de l'association environnementale Hô-Üt de Touho, responsable de l'église catholique de la tribu de Koé dans le district de Touho).
- Xaracuu : a exercé la présidence tournante pour l'année 2021-2022 : 
  - Yvon Kona (ancien adjoint au maire FLNKS de Canala, de la tribu Nanon-Kénérou du district de Canala, collecteur du patrimoine oral kanak au Centre culturel Tjibaou, spécialiste de la fabrication traditionnelle de tapa, ancien président du Sénat coutumier de 2021 à 2022)
  - Jacob Thévedin (de la tribu de Kouergoa à Boulouparis).

## Communication
Le journal ou revue d'information du Sénat Coutumier de la Nouvelle-Calédonie est La Parole (BP 1059, 98845 Nouméa).

## Projets
- La définition d'un Socle commun des valeurs kanak, en 2013 et 2014.
- Le Livre du chemin de la jeunesse kanak, préfiguré par le Livre blanc de la jeunesse kanak, validé en 2005 au troisième Congrès de la jeunesse kanak, à la tribu d'Unia, à Yaté, en juin 2015[3],[4],[5].

## Décisions
- Cadre stratégique 2015-2020 [6]
  - demande d'un Plan Marshall pour l’identité kanak[7], (« peuple sinistré », victime de la mondialisation et de l’économie de marché libéral), adoptée le 16/08/2016, publiée le 18/08/2016,
  - 8 août 2016, création d'une nouvelle structure, le Conseil des grands chefs, dont la mise en opération est à définir au Congrès du Peuple Kanak des 25-27 août 2016,